# 7CrMoVTiB10-10
7CrMoVTiB10-10 oder  T24 ist eine Stahlsorte, welche bei Kohlekraftwerken in der Membranwand und in den Wärmetauschern (Bündeln) bei einem Dampfkessel (Wasserrohrkesseln) eingesetzt wird. Der TÜV hat diese Stahlsorte als Kesselstahl zertifiziert. T24 wurde entwickelt, um bei Kohlekraftwerken einen höheren Wirkungsgrad zu erzielen. Dieser Stahl ersetzt den bisher eingesetzten 13CrMo4-5, denn T24 hat eine höhere Warmfestigkeit durch die Zugaben von Vanadium und Titan. Auch ist es mit diesem Werkstoff möglich, auf eine Wärmebehandlung bei den Schweißverfahren WIG und UP zu verzichten, wenn die Wanddicke 10 mm oder geringer ist. Allerdings wurden bei der Inbetriebnahme des Kraftwerks Duisburg-Walsum im Jahr 2010 Risse bei den Schweißverbindungen festgestellt. Untersuchungen ergaben, dass unter anderem durch das Beizen atomarer Wasserstoff in der Schweißnaht entstand, dessen Konzentration 1000-mal höher ist als zu erwarten wäre. Der atomare Wasserstoff entsteht, weil Schwefelwasserstoff die Bildung von Wasserstoffmolekülen (H2) verhindert und so der Wasserstoff nicht entweicht. Als weiterer Schadensmechanismus wurde bei der Untersuchung der Schäden in den Anlagen Walsum 10 und Boxberg R die Wasserstoffinduzierte Spannungsrisskorrosion (H-SpRK, englisch: H-SCC, Hydrogen-induced Stress Corrosion Cracking) identifiziert. H-SpRK kann bei Zusammenwirken von einem empfindlichen Werkstoffzustand (zum Beispiel ein martensitisches Gefüge), kritischen Spannungen und dem Vorliegen eines chemischen Angriffsmittels (hier Wasserstoff, H) auftreten.